# Syntaxe du nom en français
Pour un article plus général, voir Nom en français.
En grammaire française, la syntaxe du nom étudie le rôle de cette catégorie dans la phrase, selon que le nom se trouve en position de satellite d'un syntagme quelconque (verbal, adjectival, adverbial ou nominal), ou bien en position de noyau d'un syntagme nominal. 

## Fonction du nom
Les fonctions syntaxiques du nom sont nombreuses et variées. En effet, tout nom (mais également, tout syntagme nominal, et plus largement, tout élément nominalisé) peut être satellite, d'un verbe (sujet, attribut, complément), d'un adjectif, d'un adverbe ou d'un autre nom. Il peut être aussi employé hors syntaxe (phrase nominale, interjection, et surtout, apostrophe). 

### Nom, apostrophe
L'apostrophe est le nom désignant le destinataire, c'est-à-dire, la personne (ou la chose personnifiée) à qui s'adresse le discours.
Il s'agit d'une fonction un peu spéciale puisque dans ce cas, un tel nom n'est satellite d'aucun élément de la phrase. L'apostrophe est en fait hors syntaxe, et s'apparente ainsi aux interjections. Sa place est libre, mais elle se trouve très souvent au début de la phrase : 
- O César, ceux qui vont mourir te saluent.

### Nom, sujet du verbe
Lorsque le nom est sujet du verbe, il forme avec celui-ci l'élément pivot de la proposition : 
- Samuel dort.
  - Pour trouver le sujet, on recommande habituellement de poser la question « Qui est-ce qui » ou « Qu'est-ce qui », juste avant le verbe.

- Le sujet est normalement placé avant le verbe. Dans un certain nombre de cas, cependant, il est possible de trouver celui-ci après le verbe : on parle alors de sujet inversé. 
  - Le long d'un clair ruisseau buvait une colombe (Jean de La Fontaine, la Colombe et la Fourmi).
    - Le syntagme nominal « une colombe » est sujet inversé du verbe « buvait ».

- L'inversion du sujet n'est possible que si ce dernier ne peut être confondu avec le COD :
  - Le chasseur poursuit le lion
    - L'inversion du sujet n'est pas possible ici, car « Le lion poursuit le chasseur » aurait une autre signification.

### Nom, attribut
L'attribut est un  satellite du verbe, qui se rapporte, soit au sujet, soit au complément d'objet de ce verbe. En conséquence, il existe deux sortes d'attribut, l'attribut du sujet et l'attribut du complément d'objet. La place habituelle de l'attribut est après le verbe.
- L'attribut du sujet est satellite d'un verbe d'état (être, demeurer, rester, avoir l'air, etc.) ou d'un verbe à la voix passive. Il s'accorde avec le sujet :
  - Sylvie est votre fille. Christophe a été déclaré le vainqueur de la course.

- L'attribut du complément d'objet est satellite d'un verbe transitif. Il s'accorde avec le complément d'objet : 
  - On le considère comme le chef. Je déclare Christophe le vainqueur de la course.

- Remarque à propos de l'accord des deux attributs. Lorsque le nom attribut ne possède qu'un seul genre, l'accord dans ce cas ne se fait qu'avec le nombre :
  - Sylvie est considérée comme le chef. Christophe est la meilleure basse de sa génération.
    - Le nom « chef », dans ce contexte, ne peut se mettre au féminin. Le nom « basse » (type de voix) n'existe qu'au féminin.

### Nom, complément du verbe
Parmi les nombreux compléments du verbe, il convient d'établir une distinction entre les compléments directs, placés après le verbe, sans le truchement d'une préposition (essentiellement, le COD) et les indirects, obligatoirement introduits par une préposition (COI, CAT, CAG et la plupart des CC). Un complément du verbe est habituellement placé après le verbe : 
- Le chat poursuit la souris.
- Cependant, dans certaines locutions verbales, dans certains archaïsmes, ainsi qu'en poésie, on peut trouver le complément placé avant le verbe (mais jamais entre le sujet et le verbe). Il s'agit de l'inversion de l'objet :
  - Un seul Dieu tu adoreras (Ancien Testament) / Sans bourse délier / Chemin faisant…
- L'inversion est toujours plus facile avec le COI ou le CAT à cause de la présence de la préposition qui évite toute confusion entre objet inversé et sujet :
  - A Mélanie, à Rachid et à Paul, je pense souvent.
- Par ailleurs, il est fréquent qu'un objet inversé placé en tête de phrase soit repris par un pronom anaphorique ayant valeur de pléonasme : 
  - De la chance, il en avait.

#### Complément d'objet direct (COD)
Le COD, est habituellement placé immédiatement après le verbe : 
- - Elle regarde Christophe.
    - Pour trouver le COD, il suffit habituellement de poser la question « Qui ? Quoi ? », après le verbe, ou mieux, « Qui est-ce que ? Qu'est-ce que ? », avant le couple sujet-verbe.

#### Complément d'objet indirect (COI)
Le COI est introduit par une préposition (de, à, en…) : 
- Je parle de Léa. Je pense à Léa. Je crois en Léa.

#### Complément d'attribution (CAT)
Le CAT, appelé également COS (Complément d'Objet Second), est souvent analysé comme une variété de COI : 
- Je donne un gâteau à Nathalie. Il achète des fleurs pour Nathalie.

#### Complément d'agent (CAG)
Le CAG (ou complément d'agent) est en principe accompagné d'un verbe passif. Parfois analysé comme une variété de complément circonstanciel, il est le plus souvent introduit par les prépositions « par » ou « de » :
- La souris est mangée par le chat. Coluche était très aimé des Français.

- Lorsqu'un nom renvoie à une action, donc, s'apparente à un verbe du point de vue du sens, ce nom peut avoir comme satellite une CAG : 
  - La réparation du toit par cet entrepreneur est une réussite.
    - Le syntagme nominal « par cet entrepreneur », complément du nom « La réparation du toit », peut être analysé comme un CAG de ce même syntagme.

#### Complément circonstanciel (CC)
La principale caractéristique d'un CC (complément circonstanciel), est qu'il est souvent possible de le déplacer ou de le supprimer sans risquer de mettre en péril l'équilibre syntaxique et sémantique du reste de la proposition (sujet, verbe et autres compléments) :
- Le chat dort sous le tilleul.
  - Si l'on supprime le CC de lieu « sous le tilleul », la phrase obtenue (« Le chat dort ») est sémantiquement réduite, mais reste acceptable d'un point de vue syntaxique.

- Certains CC ont cependant un caractère obligatoire :
  - Je vais à Paris.
    - Le CC de lieu « à Paris » ne peut être supprimé sous peine d'obtenir une phrase asémantique (« Je vais »).

- Il existe plusieurs variétés de compléments circonstanciels. Ils sont le plus souvent introduits par une préposition : 
  - CC de lieu : 
    - Il est né au Maroc, mais il habite en France.

  - CC de temps : 
    - Tu reviendras dimanche, et nous travaillerons pendant trois heures.
      - Le nom « dimanche » est un exemple de CC non prépositionnel.

  - CC de manière : 
    - Travaillons avec courage.

  - CC de moyen : 
    - Elle travaille sans ordinateur, mais avec une calculette.

  - CC de but : 
    - L'enfant travaille pour une récompense.

  - CC de cause : 
    - Cet homme est mort de faim ou de froid.

  - CC d'accompagnement : 
    - Je souperai avec mes amis.

  - CC de prix ou de mesure : 
    - Ce livre coûte quinze euros.
      - Le syntagme « quinze euros » est un autre exemple de CC non prépositionnel.

  - CC de provenance : 
    - Il a reçu une lettre de son frère.

  - CC d'opposition : 
    - Je l'ai reconnu malgré l'obscurité.

  - CC de condition : 
    - Appelez-moi en cas de besoin.

  - etc.

### Nom, satellite d'un autre nom
Lorsqu'un nom est satellite d'un autre nom, sa fonction est complément de nom. Le complément de nom est généralement introduit par une préposition. Il peut être cependant relié au nom noyau, soit par des virgules (il est alors dit appositif), soit, plus simplement, juxtaposé. 

#### Complément de nom prépositionnel
Le complément de nom prépositionnel est relié au nom noyau par une préposition (« de », très souvent) : 
- Vous êtes les parents de Jonathan.
  - Le nom « Jonathan » est complément du nom noyau « parents ».

- Il se place habituellement après le nom noyau. L'inversion du complément de nom est une figure de style qu'on rencontre surtout en poésie : 
  - De Jonathan vous êtes les parents. / Vous êtes de Jonathan les parents.

- Le complément de nom prépositionnel peut être soit complément déterminatif, soit complément caractérisant. Lorsqu'il est complément déterminatif, le complément de nom prépositionnel est ordinairement actualisé par un déterminant, par conséquent, il possède un référent distinct de celui du nom noyau. Au contraire, lorsqu'il est complément caractérisant, le complément de nom prépositionnel n'est généralement pas actualisé, par conséquent, il ne possède pas de référent distinct de celui du nom noyau : 
  - Une boîte pour mes chaussures. Une boîte à chaussures.
    - Le nom « chaussures », complément prépositionnel du nom « boîte », est un complément déterminatif dans le premier exemple (présence du déterminant possessif « mes »), et un complément caractérisant dans le second (absence de déterminant).

#### Complément de nom appositif (mis en apposition)
Dans ce cas, le complément est séparé du nom noyau par des virgules. Le complément de nom appositif est toujours un complément caractérisant (et ce, malgré la présence d'un déterminant éventuel). L'apposition est un peu comme une mise entre parenthèses : 
- Je vous présente Juliette, la fille de Mélanie et Charles.

#### Complément de nom juxtaposé
Lorsque le complément de nom est juxtaposé, il n'y a ni virgule, ni préposition, ni même un déterminant. Le nom complément s'apparente alors à un adjectif qualificatif épithète (certains grammairiens parlent même à son propos de nom épithète). Le complément de nom juxtaposé (et plus précisément dans ce cas, toujours postposé) est toujours un complément caractérisant (l'absence de déterminant est presque automatique dans ce cas) : 
- Un professeur femme (ou : une femme professeur). Un cassoulet maison. Un meuble Renaissance.

### le complément de l'adjectif
Il s'agit normalement d'un adjectif qualificatif, et la fonction est complément de l'adjectif. Le complément de l'adjectif se place habituellement après l'adjectif noyau : 
- Un vase plein de fleurs.
  - Dans le syntagme adjectival « plein de fleurs » (épithète du nom « vase »), le syntagme nominal « de fleurs » est complément de l'adjectif noyau « plein ».

## Satellites du syntagme nominal
Abstraction faite de son noyau (le plus souvent, un nom, mais également, une locution nominale ou un autre syntagme nominal), le syntagme nominal peut être composé des satellites suivants.
- Un ou plusieurs déterminants (toujours placés avant le noyau).
- Une ou plusieurs épithètes (adjectifs qualificatifs placés avant ou après le noyau, mais nécessairement après le ou les déterminants).
- Un ou plusieurs noms compléments de nom (habituellement placés après le noyau).
- Une ou plusieurs propositions compléments de nom (le plus souvent, des propositions subordonnées relatives, habituellement placées après le noyau).
  - Un beau vase de Chine qui m'a été offert par l'ambassadeur.
    - Le nom « vase » est le noyau de ce syntagme nominal ; « un » : déterminant (article indéfini) ; « beau » : adjectif qualificatif épithète ; « de Chine » syntagme nominal prépositionnel, complément du nom noyau ; « qui m'a été offert par l'ambassadeur » : proposition subordonnée relative, complément de l'antécédent « vase ».

Par ailleurs, le syntagme nominal peut être introduit par un subordonnant (une préposition) : il devient alors syntagme nominal prépositionnel. De plus, tout syntagme nominal, prépositionnel ou non, peut être également précédé d'un coordonnant (conjonction de coordination ou autre). 
Les fonctions possibles assurées par les divers satellites du syntagme nominal, sont : déterminant, épithète, complément. 

### Déterminant du nom
L'élément qui détermine ou actualise le nom est, soit l'article, soit l'adjectif déterminatif (démonstratif, possessif, indéfini, exclamatif, interrogatif, numéral). Un déterminant peut être indéfini (l'actualisation est alors incomplète, le référent existe mais n'est qu'imparfaitement identifié) ou défini (l'actualisation est alors complète, le référent est parfaitement identifié) : 
- Un jour. Ce jour. Un autre jour. Quel jour ? Trois jours. Votre jour. Quel jour !
  - Le nom noyau « jour » a pour déterminants successifs les articles et déterminatifs : « Un, Ce, autre, Quel, Trois et Votre ».

### Épithète du nom
On entendra le mot épithète au sens large, incluant l'épithète liée (c'est l'épithète dans le sens traditionnel) mais également l'épithète détachée (appelée aussi apposition), séparée du nom noyau par des virgules. 
- Rappelons que l'adjectif attribut ne constitue pas un satellite du nom (bien que s'accordant avec lui) mais un satellite du verbe !

- L'élément épithète du nom est l'adjectif qualificatif, ou le syntagme adjectival : 
  - Le ciel bleu… Le ciel, bleu comme la mer…
    - Le syntagme nominal noyau  « Le ciel » a pour épithète, l'adjectif « bleu », dans le premier exemple (épithète liée) et le syntagme adjectival « bleu comme la mer », dans le second (épithète détachée).

### Complément du nom
L'élément qui complète le nom est soit un élément nominalisé (un syntagme nominal, un syntagme pronominal, un verbe à l'infinitif, etc.), soit une proposition subordonnée (relative, conjonctive, infinitive, participiale…). Un complément de nom peut être complément déterminatif (lorsqu'il permet d'identifier le référent), ou bien, complément de caractérisation (lorsqu'il apporte simplement des informations complémentaires concernant le référent). 

#### Nom complément de nom
Nous retrouvons ici la même relation de subordination entre un nom et un autre nom, envisagée ce coup-ci, du côté du noyau, et non plus de celui du satellite. 
Le nom complément de nom peut être prépositionnel (c'est le complément du nom au sens strict), appositif (séparé par des virgules) ou simplement juxtaposé : 
- La directrice du collège.
  - Le syntagme nominal noyau « La directrice » a pour complément (déterminatif) le syntagme nominal prépositionnel « du collège » (complément de nom « La directrice »).
- Madame Dupont, professeur au collège, a souhaité rencontrer les parents de David.
  - Le syntagme nominal noyau « Madame Dupont » a pour complément (de caractérisation) le syntagme nominal « professeur au collège » (complément de nom appositif).
- Une femme pompier.
  - Le syntagme nominal noyau « Une femme » a pour complément (de caractérisation) le nom « pompier » (complément de nom juxtaposé, ou épithète).

#### Proposition subordonnée complément de nom
La proposition subordonnée complément de nom est très souvent une relative. Sa fonction alors est plus précisément complément de l'antécédent. Mais il peut s'agir également d'une infinitive ou d'une participiale : 
- La petite voiture que j'ai achetée…
  - Le syntagme nominal noyau « La petite voiture » a pour complément (déterminatif) la subordonnée relative « que j'ai achetée » (complément de l'antécédent « La petite voiture »).
- Un appartement confortable à louer pour l'été prochain…
  - Le syntagme nominal noyau « Un appartement confortable » a pour complément (de caractérisation) la subordonnée infinitive « à louer pour l'été prochain ».
- Les sommets enneigés brillant au soleil…
  - Le syntagme nominal noyau « Les sommets enneigés » a pour complément (de caractérisation) la subordonnée participiale « brillant au soleil ».

## Plan de l'étude
- Morphologie du nom en français
- Généralités sur le nom